# Mecodium flexile
Mecodium flexile là một loài thực vật có mạch trong họ Hymenophyllaceae. Loài này được (Makino) Copel. miêu tả khoa học đầu tiên năm 1938.